# Albert von Augsburg
Albert von Augsburg (* im 12. Jahrhundert; † im 13. Jahrhundert) war ein Augsburger Benediktiner und Verfasser einer Reimpaar-Legende des Heiligen Ulrich nach der lateinischen Vita von Berno von Reichenau.